# Lagon secret
Le Lagon secret (ou Secret Lagoon en anglais), surnom du Gamla Laugin selon son nom islandais (qui signifie « ancienne piscine »), est la plus ancienne piscine géothermique d’Islande. Elle est située à Flúðir, dans le sud-ouest du pays, à proximité des Cercles d'or (notamment Geysir) et d'argent.

## Histoire
Créé en 1891 par les habitants de Flúðir dans la zone géothermale de Hverahólmi, le site est entouré d'un paysage luxuriant, entre émanations de vapeur et fumerolles.
Cette zone était depuis longtemps utilisée pour y laver son linge (à Vaðmálahver) et se baigner. Jusqu'en 1894 s'y trouve l'organe législatif de la communauté,. La première piscine artificielle d'Islande est née.
En 1909, les premiers cours de natation d'Islande sont donnés ici, et chaque année jusqu'en 1947. Le lieu tombe ensuite petit à petit dans l'oubli,. 
À partir de 2005 naît l'idée de donner une seconde vie au lieu. Après plusieurs années d'aménagements pour le remettre en service, le Lagon secret réouvre en juin 2014, rendu plus confortable tout en restant authentique,. Il accueille quelque 10 000 à 20 000 personnes par an, contre plus de 500 000 pour le Lagon bleu.

## Caractéristiques
L'eau provient de plusieurs sources d'eau chaude, comme Vaðmálahver, Básahver et le geyser actif Litli Geysir. L'eau de la piscine coule en permanence et il ne faut que 24 heures pour la remplacer complètement. Elle est chaude (entre 38 et 40 degrés Celsius toute l'année), propre et riche en soufre,.
Un sentier de promenade est construit autour de la piscine pour observer en toute sécurité les sources d'eau bouillante des alentours.